# Szilágyi József (színművész)
Szilágyi József (Piros, 1813. – Veszprém, 1843. november 12.) magyar színész.

## Életútja
Pályafutását 1832-ben súgóként kezdte, ezután hősszerelmeseket formált meg. Játszott többek között Kassán, Kolozsvárott és Pécsett is. Halálát vízi betegség okozta 30 éves korában. A Világ, 1843. december 13-iki száma szépreményű színészként jellemezte.

## Családja
Apja Szilágyi Sámuel pirosi lelkész. Felesége Buzás Terézia (született Veszprém, 1814. aug. 8.) színésznő volt, akit 1837. október 7-én vett feleségül Veszprémben (Buzás Pál és Szikszay Eszter leánya, aki pedig Szikszay József hajmáskéri lelkész és Tuba Erzsébet leánya, Szikszay György debreceni esperes-lelkész unokája volt). Gyermekei Szilágyi Nina színésznő (Debrecen, 1842. máj. 10. – Balatonarács, 1859. aug. 5.) és Szilágyi Gedeon színész (Balatonfüred, 1840. júl. 29. – Szombathely, 1889. okt. 29.).

## Fontosabb szerepei
- Pizarro (Kotzebue: Lazarilla)
- Hermann (Schiller: Haramiák)
- Phaon (Grillparzer: Sappho)
- Gennaro (Hugo: Borgia Lucretia)
- Rodolfo (Hugo: Angelo)